# NGC 7007
NGC 7007 é uma galáxia elíptica (E-S0) localizada na direcção da constelação de Indus. Possui uma declinação de -52° 33' 07" e uma ascensão recta de 21 horas, 05 minutos e 27,8 segundos.
A galáxia NGC 7007 foi descoberta em 8 de Julho de 1834 por John Herschel.